# Concile de Rome (382)
Pour les articles homonymes, voir Concile de Rome.

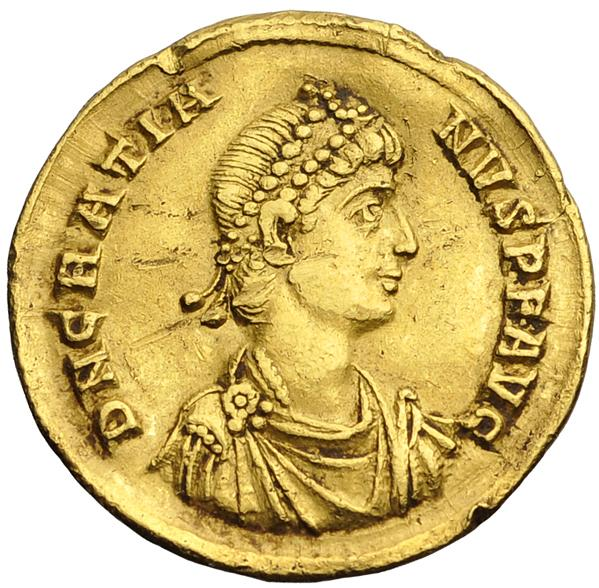
Solidus figurant l'empereur Gratien.

Le concile de Rome est une réunion synodale locale convoquée à Rome par l'empereur Gratien en 382, sollicité par Ambroise de Milan.
La réunion, à laquelle les évêques orientaux n'envoient qu'une délégation et qui n'engrange pas de résultats doctrinaux particuliers, nourrit la séparation entre les églises d'Orient et d'Occident, essentiellement pour des questions de personnes.
Certains des éléments présentés comme issus de cette réunion sont repris dans le Décret de Damase, un canon de la Bible chrétienne incorporé au VIe siècle au Decretum Gelasianum.

## Sources
Les évènements liés à ce concile sont très mal connus et seuls trois documents qui lui sont contemporains y font fugacement allusion : deux lettres de Jérôme de Stridon, à Eustochium et à Ageruchia, ainsi qu'une lettre de Théodoret qui mentionne simplement une réponse synodale envoyée de Constantinople aux évêques réunis à Rome quelques mois plus tôt.

## Contexte
L'influent évêque de Milan, Ambroise sollicite vainement auprès de l'auguste Théodose, qui règne sur la partie orientale de l'Empire romain, la tenue d'un concile en Italie mais celui-ci se refuse à mélanger les affaires orientales et occidentales. Ambroise se tourne alors vers l'auguste d'Occident, le jeune empereur Gratien qui, seul, convoque un concile à Rome.

## Déroulement

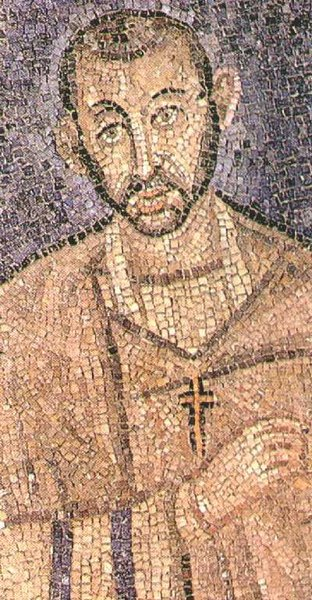
Détail d'une mosaïque possiblement contemporaine d'Ambroise de Milan (v. 380–500) dans la Basilique Saint-Ambroise.

Le concile se déroule durant l'été 382. Paulin d'Antioche et Épiphane de Salamine, accompagnés du prêtre Jérôme de Stridon, se joignent à la réunion où sont présents un nombre important d'évêques occidentaux, parmi lesquels les participants au concile d'Aquilée ainsi que les évêques de Trèves, Britton (de), et de Thessalonique, Ascholius (en).
Mais, bien qu'ils soient convoqués par Gratien, les évêques orientaux ne se rendent pas à l'invitation, à l'exception d'une délégation de quelques-uns d'entre eux, venus accompagnés d'officiers de la cour pour porter avec fermeté les acquis doctrinaux du concile théodosien de Constantinople clos quelques semaines plus tôt. On dénote une pointe de sarcasme ou de condescendance dans l'explication des Orientaux quand ceux-ci remercient les Occidentaux pour cet intérêt tardif pour les affaires orientales et quand ils regrettent leur incapacité à honorer l'invitation de Gratien à rejoindre un synode dont ils pensaient qu'il se tiendrait Constantinople, et non à Rome, s'étant préparés en conséquence.

## Résultats
Bien qu'il soit resté en retrait des débats, l'évêque de Rome Damase se laisse néanmoins convaincre par les Orientaux de reconnaitre Nectaire comme titulaire du siège de Constantinople au détriment de Maxime le Cynique. Mais, si les évêques occidentaux renouvellent la condamnation d'Apollinaire de Laodicée, ils continuent, contre leurs collègues orientaux, de soutenir Paulin comme évêque d'Antiochecontre Flavien, bien que cette dernière décision reste sans effet.
Ainsi, le concile n'engrange pas de résultat probant et l'unité recherchée entre les Églises des deux parties de l'Empire reste lettre morte, le fossé se creusant même sur les questions de personnes auxquelles, suivant la règle établie au concile de Nicée, les occidentaux n'ont pas à prendre part.
Bien qu'ils ne nous soient pas parvenus, il semble que les actes du conciles positionnent l'église de Rome au-dessus des autres patriarcats et la liste qu'ils dressent des livres de l'Ancien et du Nouveau Testament est attestée dans le Décret de Damase (Decretum Damasus ou De explanatione fidei catholicae), constituant un canon de la Bible chrétienne incorporé au VIe siècle au Décret de Gélase (Decretum Gelasianum).
À l'issue des débats, Jérôme de Stridon demeure à Rome et rejoint l'entourage de l'évêque pour lequel sa connaissance des affaires de l'Orient est utile.

### Décret de Damase
Bien que les trois documents contemporains mentionnant le synode romain de 382 ne mentionnent aucun décret particulier, on lie généralement à ce celui-ci un texte non daté ni localisé mais attribué à Damase qui dresse une liste des Écritures reçues que l'on retrouve ensuite dans les actes des synodes d'Hippone (393) et de Carthage (397), sans que l'authenticité de cette liste ne puisse toutefois être fermement établie. Les copies de ce décret attribué à l'évêque de Rome figurent dans quatre manuscrits, deux datés du VIIIe et deux du IXe siècles. Chacun des décrets est intitulé « Incipit concilium urbis Romae sub Damaso Papa de explicatione fidei » et comporte trois courts chapitres, dont le troisième défend la primauté romaine et le second porte sur les Écritures considérées comme canoniques, établissant une liste reprise dans le Décret de Gélase au VIe siècle : 

« Il nous faut maintenant parler des divines Écritures, de ce que reçoit l'Église catholique universelle et de ce qu'elle doit éviter.

On commence par l'ordre de l'Ancien Testament. Genèse, un livre ; Exode, un livre ; Lévitique, un livre ; Nombres, un livre ; Deutéronome, un livre ; Jésus Navé, un livre ; Juges, un livre ; Ruth, un livre ; Rois, quatre livres ; Paralipomènes, deux livres ; Cent cinquante Psaumes, un livre ; Salomon, trois livres : Proverbes, un livre, Ecclésiaste, un livre, Cantique des Cantiques, un livre ; encore, Sagesse, un livre ; Ecclésiastique, un livre.

Puis l'ordre des prophètes, Isaïe, un livre ; Jérémie, un livre, avec Cinoth, c'est-à-dire ses Lamentations ; Ézéchiel, un livre ; Daniel, un livre ; Osée, un livre ; Amos, un livre ; Michée, un livre ; Joël, un livre ; Abdias, un livre ; Jonas, un livre ; Nahum, un livre ; Habacuc, un livre ; Sophonie, un livre ; Aggée, un livre ; Zacharie, un livre ; Malachie, un livre.

Puis l'ordre des histoires. Job, un livre ; Tobie, un livre ; Esdras, deux livres ; Esther, un livre ; Judith, un livre ; Maccabées, deux livres.

Puis l'ordre des Écritures du Nouveau et éternel Testament, que l'Église sainte et catholique reçoit. Évangiles : un livre selon Matthieu, un livre selon Marc, un livre selon Luc, un livre selon Jean.

Les épîtres de Paul, au nombre de quatorze : une aux Romains ; deux aux Corinthiens ; une aux Éphésiens ; deux aux Thessaloniciens ; une aux Galates ; une aux Philippiens ; une aux Colossiens ; deux à Timothée ; une à Tite ; une à Philémon ; une aux Hébreux.

Ensuite l'Apocalypse de Jean, un livre.

Et les Actes des Apôtres, un livre.

Puis les épîtres canoniques, au nombre de sept : deux épîtres de l'apôtre Pierre, une épître de l'apôtre Jacques, une épître de l'apôtre Jean, deux épîtres de l'autre Jean, le presbytre, une épître de l'apôtre Jude le zélote.

Tel est le canon du Nouveau Testament. »

— Décret de Damase